# Marseillan (Hérault)
Marseillan (okzitanisch Massilhan) ist eine französische Gemeinde mit 8.047 Einwohnern (Stand 1. Januar 2022) im Département Hérault in der Region Okzitanien. Die Bewohner werden Marseillanais und Marseillanaises genannt.
Der Name der roten Rebsorte Marselan lehnt sich an den Ortsnamen an, da hier erste Versuchsflächen für die Sorte entstanden.

## Geografie
Der französische Fischerort liegt ca. 50 Kilometer entfernt von Montpellier an der Mittelmeerküste. Weitere anliegende Gewässer sind der Canal du Midi und der Étang de Thau, nahe gelegene Städte sind Agde und Sète. Vier Kilometer vom eigentlichen Ortskern direkt an der Küste befindet sich das zur Gemeinde gehörende Seebad Marseillan-Plage, das 1947 gegründet wurde. Eine 3-tägige 70-Jahr-Jubiläumsfeier wurde 2017 begangen.

Marseillan-Plage
Av. de la Méditerranée
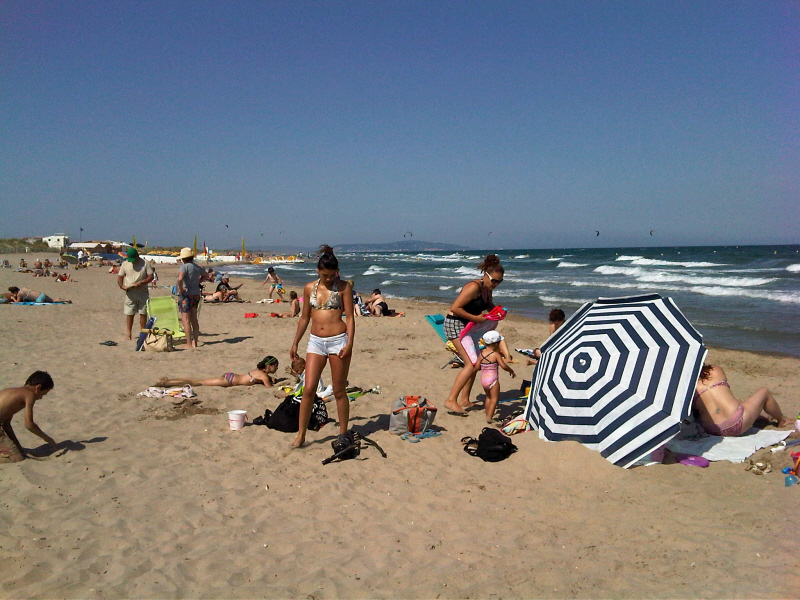
Strandleben

## Geschichte
In Marseillan befinden sich ein zwischen 1911 und 1920 erbautes Theater im italienischen Baustil, die älteste Mariannen-Statue Frankreichs sowie die Kirche St-Jean-Baptiste. Diese wurde im 17. Jahrhundert auf dem Boden einer im 11. Jahrhundert erbauten romanischen Kirche errichtet, von der noch einige Teile enthalten sind. Die Orgel der Kirche steht seit 1982 im inventaire des monuments historiques. In Marseillan wird zudem der sehr bekannte Vermouth Noilly Prat hergestellt.
Die Gemeinde besitzt zwei Häfen: Der im Dorf gelegene Hafen am Étang de Thau war früher ein Handelshafen und wird zurzeit als Yachthafen benutzt. Dort ist auch einer der Stützpunkte der Segelschule Les Glénans. Der Hafen an der Mittelmeerküste dient Muschelfischern und Wassersportzwecken.

### Bevölkerungsentwicklung
| Jahr                       | 1962 | 1968 | 1975 | 1982 | 1990 | 1999 | 2008 | 2017 |
| Einwohner                  | 3394 | 3579 | 3483 | 4039 | 4950 | 6199 | 7738 | 7778 |
| Quellen: Cassini und INSEE |      |      |      |      |      |      |      |      |

## Sehenswürdigkeiten
- Kapelle von Marseillan Plage
- Kirche Saint-Jean-Baptiste aus dem 17. Jahrhundert
- Hafen von Marseillan-Ville

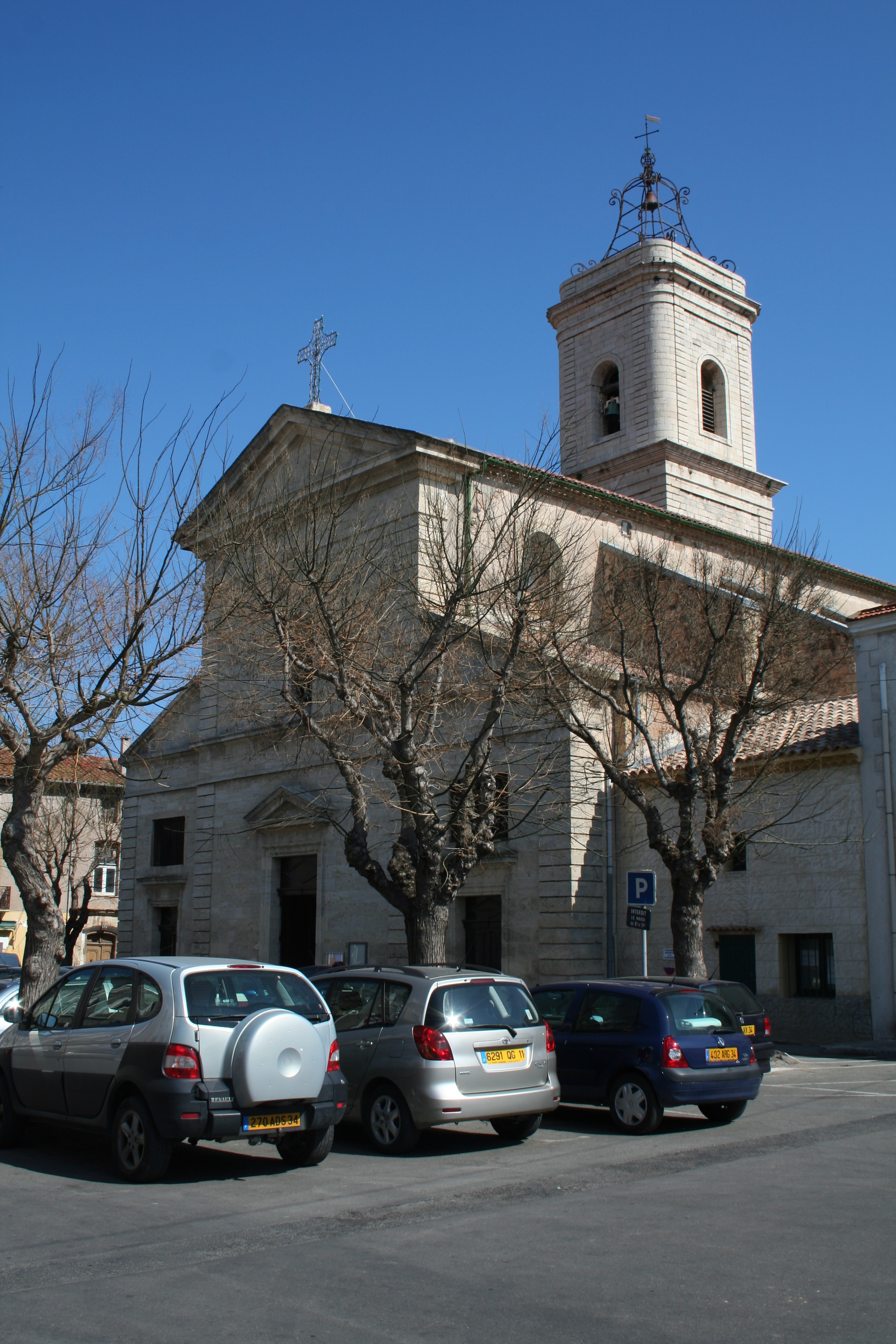
Kirche Saint-Jean-Baptiste
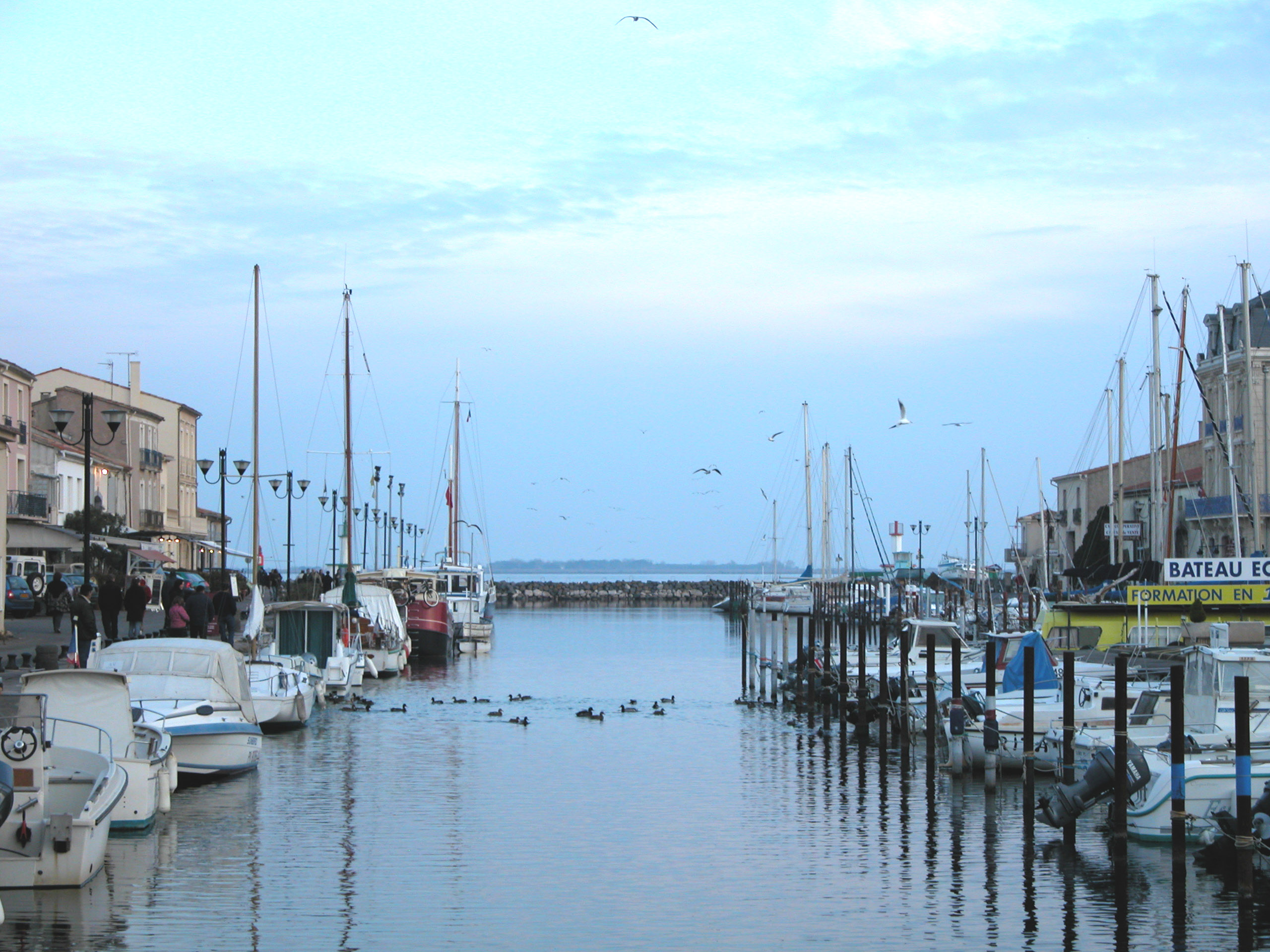
Hafen von Marseillan-Ville

## Verkehr
Der Bahnhof Marseillan-Plage liegt an der Bahnstrecke Bordeaux–Sète und wird im Regionalverkehr mit TER-Zügen bedient.

## Partnerstädte
Zu den Partnerstädten von Marseillan gehören Caudete (Spanien), Malmedy (Belgien), Miesbach (Deutschland) und Castleblayney (Irland).

## Persönlichkeiten

### In Marseillan geboren
- Achille Maffre de Baugé (1855–1925), okzitanischer Dichter
- Pierre Auguste Roques (1856–1920), französischer Offizier und Kriegsminister im Ersten Weltkrieg
- Christian Beullac (1923–1986), französischer Bildungsminister (1978–1981)
- Jean-Pierre Hortoland (* 1947), Rugbyspieler

### Mit Marseillan verbunden
- André Chassefière (1908–1942), französischer Widerstandskämpfer, wirkte in Marseillan, nach ihm ist eine Straße in Marseillan benannt
- Marinette Séco (* 1921), französische Schriftstellerin, lebt in Marseillan[2]
- Reiner M. Sowa (* 1959), deutscher Schriftsteller, wirkte von 1999 bis 2019 in Marseillan
- Laeticia Hallyday (* 1975), Ehefrau von Johnny Hallyday, lebte mit ihrem Vater in Marseillan

## Diverses
Der Ort ist Schauplatz in einem deutsch-französischen Kriminalroman von Jan Seghers. Der Frankfurter Kommissar Marthaler erhält 2013 von einem vormaligen Kollegen einen Hinweis auf einen brutalen Mord an einem Kind, der große Ähnlichkeiten mit einem ungelösten Fall von 1998 aufweist. Da es sich sowohl beim früheren als auch aktuellen Opfer um einen Roma-Jungen handelt, wird aus Angst vor wachsender Fremdenfeindlichkeit von der Polizeiführung sofort eine länderübergreifende Großfahndung eingeleitet. Neben Marthaler ist auch Kommissarin Kizzy Winterstein aus einem kleinen Rheinort bei der Loreley involviert, die selbst eine Romni ist und weitere Fälle von verschwundenen Roma-Kindern untersucht. Mit den Hinweisen aus Marseillan gelingt es dann endlich eine Bande von Menschenhändlern aufzuspüren.